# Turan Tovuz
Turan Tovuz – azerski klub piłkarski, z siedzibą w mieście Tovuz. Obecnie występuje w Premyer Liqası.

## Historia
Chronologia nazw:
- 1946: Spartak Tovuz (ros. «Спартак» (Тауз))
- 1954: Məhsul Tovuz (ros. «Мехсул» (Тауз))
- 1990: Oguz Tovuz (ros. «Огуз» (Тауз))
- 1992: Turan Tovuz (azer. Turan-Tovuz PFK)
- 2013: Turan-T Tovuz (azer. Turan-T İK)
- 2014: Turan Tovuz (azer. Turan İdman Klubu)

Drużyna piłkarska Spartak została założona w mieście Tovuz w 1946 roku. Do 1992 występowała w rozgrywkach lokalnych ZSRR. W 1954 zmienił nazwę na Məhsul, a w 1990 na Oguz. W 1992 roku po odzyskaniu niepodległości zespół z nazwą Turan Tovuz debiutował w najwyższej lidze Azerbejdżanu. W sezonie 2012/13 klub przezywał problemy finansowe i po jego zakończeniu spadł do pierwszej ligi. W 2013 roku właściciele klubu Tovuz postanowili zmienić nazwę klubu na Turan-T. Jednak kilka miesięcy później, 10 października 2014 roku klub powrócił do poprzedniej nazwy.
Jest jednym z najbardziej utytułowanych azerskich klubów.

## Sukcesy
- Mistrz Azerbejdżanu: 1993/1994
- Wicemistrz Azerbejdżanu: 1994/1995
- 3. miejsce Mistrzostw Azerbejdżanu: 1992, 1993

## Europejskie puchary
Legenda do wszystkich tabel:
- Q – runda eliminacyjna, 1/16, 1/8, 1/4, 1/2 – odpowiednia faza rozgrywek, Grupa – runda grupowa, 1r gr – pierwsza runda grupowa, 2r gr – druga runda grupowa, F – finał, R – runda, PO – play-off
- k. – rzuty karne, los. – losowanie, Dogr. – dogrywka, w. – zasada bramek strzelonych na wyjeździe

| Sezon   | Rozgrywki   | Runda | Przeciwnik    | Dom | Wyjazd | Ogólnie |
| ------- | ----------- | ----- | ------------- | --- | ------ | ------- |
| 1994/95 | Puchar UEFA | Q     | Fenerbahçe SK | 0–2 | 0–5    | 0–7     |